# Sarasota Memorial Hospital
Sarasota Memorial Hospital (SMH) é um hospital com 839 leitos localizado em Sarasota, na Flórida. O hospital foi fundado em 1925 e atualmente é o único centro de trauma no Condado de Sarasota, na Flórida.

## História

### Primeiros anos
Os moradores locais começaram a arrecadar fundos para o hospital em 1921. O Hospital Sarasota foi inaugurado em 2 de novembro de 1925, com capacidade para 32 leitos e uso de tendas simples de lona. Em 1927, a instalação foi transferida para a cidade de Sarasota e foi renomeada para Hospital Municipal de Sarasota. Na década de 1930, o hospital tinha capacidade para 100 leitos, uma garagem de ambulâncias, a casa da enfermeira e uma ala para transbordamento de pacientes. O hospital continuou a expandir-se na década de 1940, com uma sala cirúrgica, cozinha e sala de jantar e um equipamento de ar condicionado. O hospital foi renomeado em 1954 com o nome atual em homenagem aos veteranos da Primeira e Segunda Guerras Mundiais. Hoje, a instalação cresceu para o Sarasota Memorial Health Care System, um centro de referência regional com um hospital de 839 leitos e sete ambulatórios, incluindo um pronto-socorro (seu segundo centro de atendimento de emergência), seis centros de atendimento de urgência, centro de enfermagem qualificado de longo e curto prazo, serviços de saúde em casa, centros de laboratório e de imagem e campi especializados que se estendem para além das linhas do condado. 